# Fredrik Ferdinand Carlson

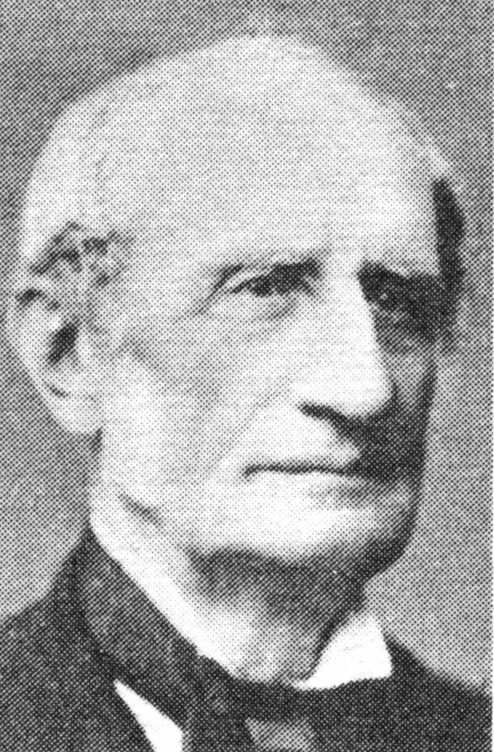
Carlson

Fredrik Ferdinand Carlson (Uppland, 13 juni 1811 – Stockholm, 18 maart 1887) was een Zweeds politicus en historicus. 
Vanaf 1825 studeerde Carlson aan de Universiteit van Uppsala. Van 1834 tot 1836 ondernam hij een studiereis naar Denemarken, Duitsland, Italië en Frankrijk. In 1836 werd hij docent in de geschiedenis, en van 1837 tot 1846 was hij de leraar van de koninklijke prinsen Karl en Oskar in Stockholm. In 1849 keerde hij naar Uppsala terug en werd er -door de vacante functie na de dood van Erik Gustaf Geijer- professor in de geschiedenis. 
In 1858 werd Carlson lid van de Zweedse Wetenschapsacademie, en in 1859 ook lid van de Zweedse Academie, waar hij -na de dood van Carl Adolph Agardh- plaats nam op zetel 4. In 1863 stopte hij met lesgeven en ging hij de politiek in. In 1872 werd hij als lid van de Eerste Kamer in de Rijksdag verkozen.